# جبال الأطلس
جبال الأطلس هي سلسلة جبلية تقع في شمال إفريقيا. تفصل بين صحراء السافانا والبحر الأبيض المتوسط والمحيط الأطلسي؛ اسم "أطلس" مشتق من هذه السلسلة الجبلية التي تمتد نحو 2500 كم عبر المغرب والجزائر وتونس. أعلى قمة في جبال الأطلس هي قمة توبقال، التي تقع في وسط المغرب، بارتفاع 4167 مترًا (13671 قدمًا). يتمتع جبال الأطلس بتنوع سكاني يشمل بشكل أساسي شعب الأمازيغ.
تستخدم بعض تفرعات اللغة الأمازيغ مصطلحات "أدرار" و"أدراس" للإشارة إلى الجبال، ويعتقد أن هذه المصطلحات تعود إلى جذر التسمية الجغرافية "أطلس". تحتوي الجبال على مجموعة من الحيوانات والنباتات التي توجد في الغالب في إفريقيا، لكن بعضها يوجد أيضًا في أوروبا. العديد من هذه الأنواع مهددة بالانقراض وبعضها قد انقرض بالفعل. يتميز الطقس عمومًا بالبرودة، لكن الصيف مشمس، ومتوسط درجة الحرارة في المنطقة يبلغ 25 درجة مئوية. اكتسبت جبال الأطلس سمعة كبيرة بين محبي رياضة المشي لمسافات طويلة، مما يجعلها وجهة سياحية للمتنزهين على مدار العام.

## الجيولوجيا
تشكلت الصخور الأساسية لمعظم أفريقيا خلال العصر السحيق (ما قبل الكامبري) وهي أقدم بكثير من جبال الأطلس الموجودة على القارة. تكونت جبال الأطلس خلال ثلاث مراحل متتالية من تاريخ الأرض الجيولوجي.
شملت المرحلة الأولى من التشوه التكتوني الأطلس الصغير فقط ، الذي تشكل في العصر الباليوزوي (قبل حوالي 300 مليون سنة) نتيجة للتصادمات القارية. كانت أمريكا الشمالية وأوروبا وأفريقيا متصلة قبل ملايين السنين.
يُعتقد أن جبال الأطلس الصغير تشكلت في الأصل كجزء من التكوين الجبلي الأليغيني . تكونت هذه الجبال عندما اصطدمت أفريقيا وأمريكا وكانت في يوم من الأيام سلسلة تنافس جبال الهيمالايا. اليوم، يمكن رؤية بقايا هذه السلسلة في منطقة خط الانحدار في شرق الولايات المتحدة. كما يمكن العثور على بعض البقايا في جبال الأبالاش التي تشكلت لاحقًا في أمريكا الشمالية.
حدثت المرحلة الثانية خلال العصر الميزوزوي (قبل حوالي 66 مليون سنة). تضمنت هذه المرحلة توسعًا واسع النطاق لقشرة الأرض أدى إلى تصدع وانفصال القارات المذكورة أعلاه. كان هذا التمدد مسؤولاً عن تكوين العديد من الأحواض الرسوبية القارية السميكة بما في ذلك الأطلس الحالي. ترسبت معظم الصخور التي تشكل سطح الأطلس الكبير الحالي تحت المحيط في ذلك الوقت.
في العصرين الباليوجيني والنيوجيني (من حوالي 66 مليون إلى 1.8 مليون سنة مضت)، ارتفعت السلاسل الجبلية التي تشكل اليوم الأطلس، حيث اصطدمت الكتل الأرضية لأوروبا وأفريقيا في الطرف الجنوبي لشبه الجزيرة الإيبيرية. تحدث مثل هذه الحدود التكتونية التقاربية حين تنزلق صفيحتان نحو بعضهما البعض مشكلة منطقة انغراز (إذا تحركت إحدى الصفائح تحت الأخرى)، و/أو تصادم قاري (عندما تحتوي الصفيحتان على قشرة قارية). من الواضح أن التقارب التكتوني في حالة تصادم أفريقيا وأوروبا مسؤولا جزئيًا عن تكوين الأطلس الكبير، وكذلك عن إغلاق مضيق جبل طارق وتكوين جبال الألب والبرانس.
ومع ذلك، هناك نقص في الأدلة على طبيعة الانغراز في منطقة الأطلس، أو على زيادة سمك القشرة الأرضية المرتبط عادة بالتصادمات القارية. إحدى أكثر السمات المميزة للأطلس بالنسبة للجيولوجيين هي القدر النسبي الصغير من سمك القشرة والتقصير التكتوني رغم الارتفاع المهم للسلسلة الجبلية. تشير الدراسات الحديثة إلى أن العمليات العميقة المتجذرة في وشاح الأرض قد تكون ساهمت في ارتفاع الأطلس الكبير والمتوسط.

### الموارد الطبيعية

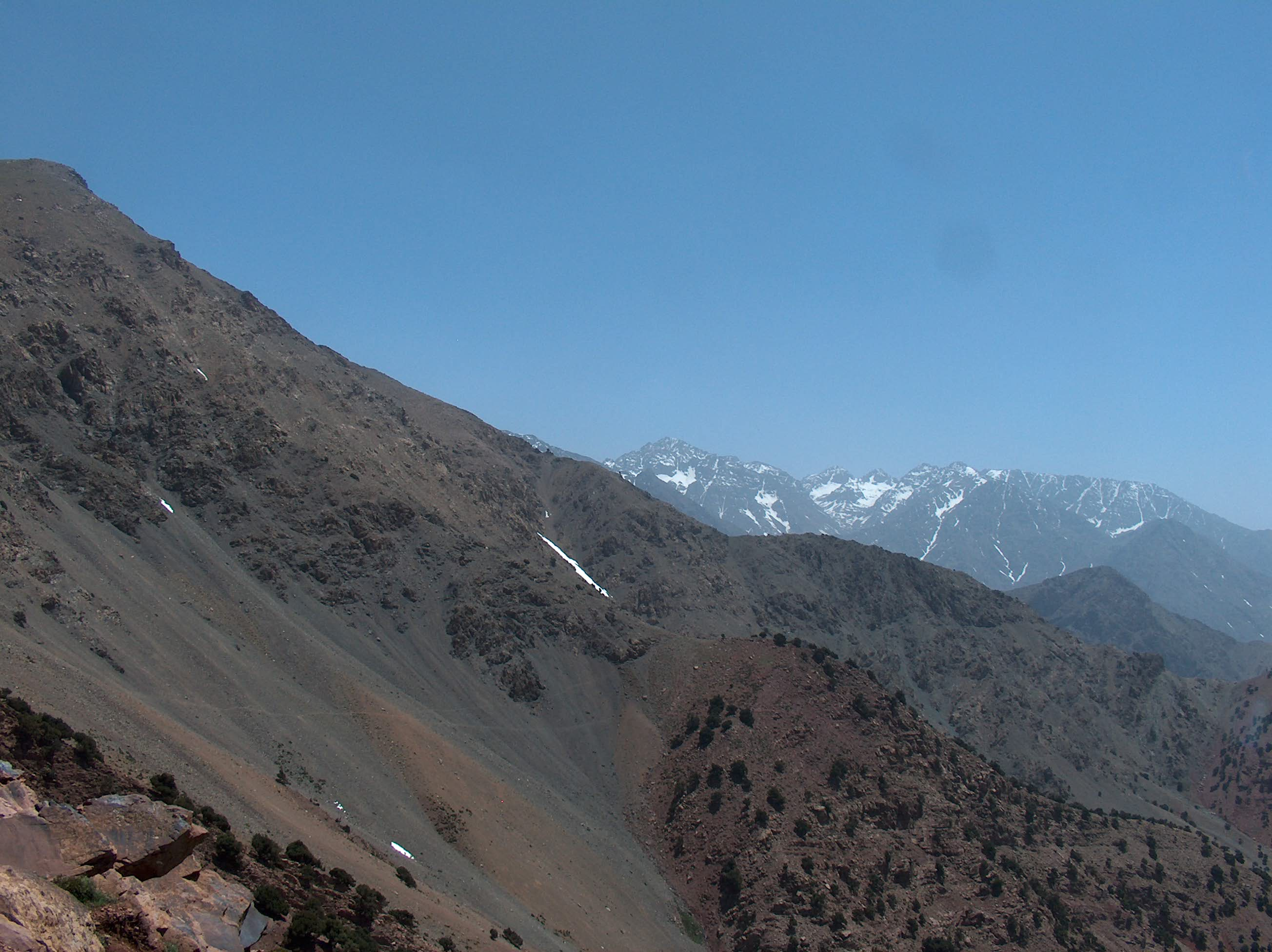
لقطة لجبل توبقال في الأفق من قمة أخرى في جبال الأطلس الكبير المغربية

جبال الأطلس غنية بالموارد الطبيعية كَرواسبِ خام الحديد، وخام الرصاص، والنحاس، والفضة، والزئبق، والملح الصخري، والفوسفات، والرخام، والفحم الصلب، والغاز الطبيعي من بين الموارد الأخرى.

## النطاقات الفرعية

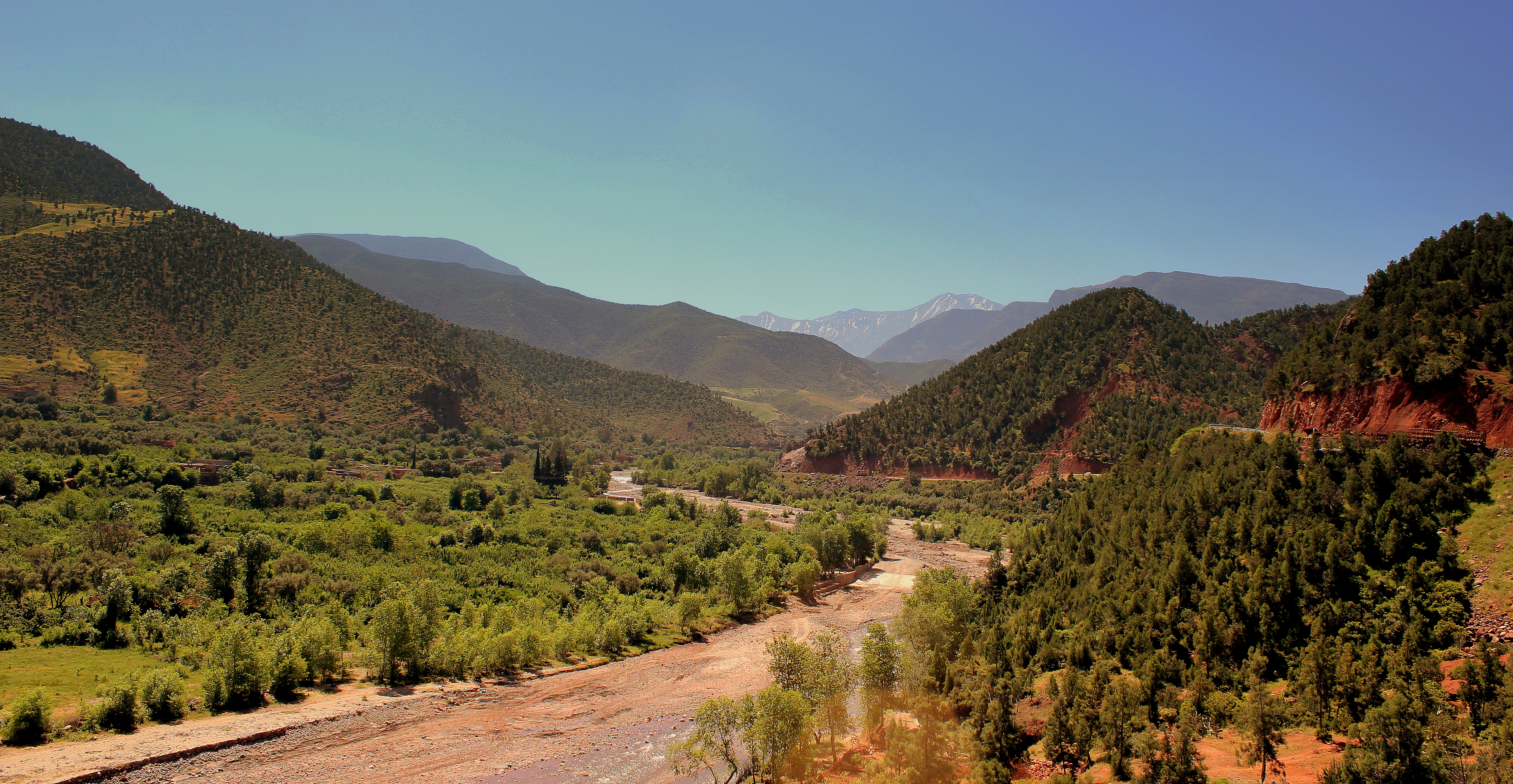
جبال الأطلس في المغرب

يمكن تقسيم جبال الأطلس من الغرب إلى الشرق على النحو التالي:
- الأطلس الصغير، الأطلس الكبير، الأطلس المتوسط (المغرب).
- جبال الريف ( توجد في المغرب)
- الأطلس الصحراوي (الجزائر).
- الأطلس التلي (الجزائر، وتونس، والشمال الشرقي للمغرب).
- جبال الأوراس (الجزائر، وتونس).

### الأطلس المتوسط

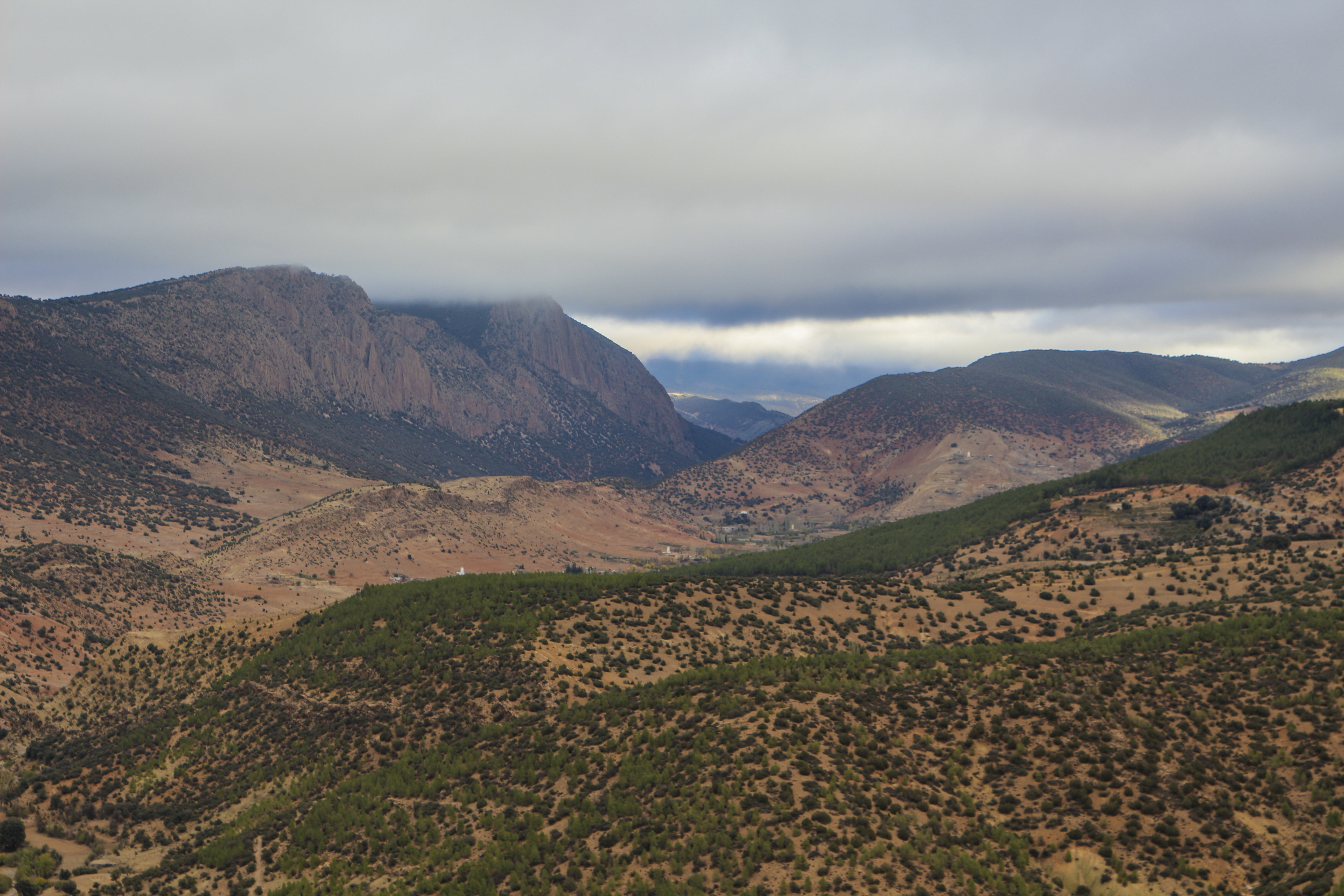
جبل أودرار بجماعة ايت المان بالأطلس المتوسط الشرقي

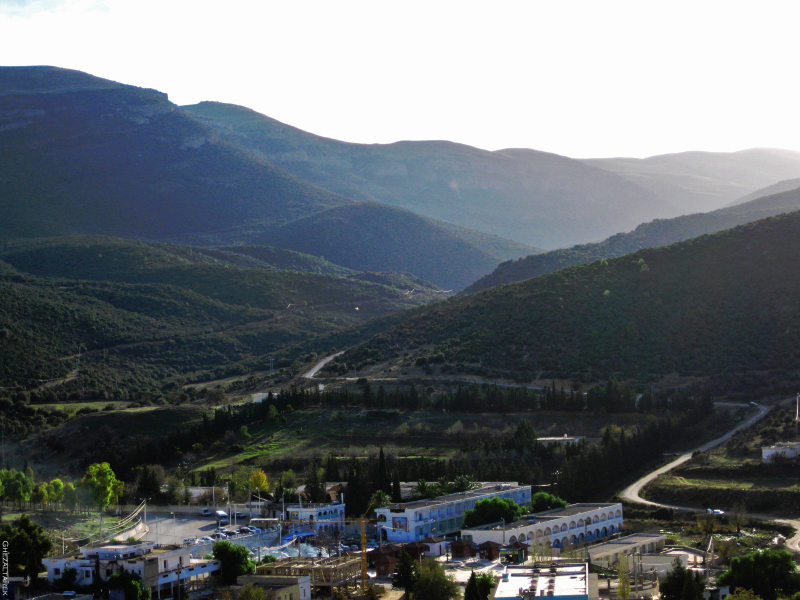
جبال الأوراس

تنبع منه معظم أنهار المغرب (سبو وأم الربيع وملوية ووادي الميس كيكو أبي رقراق) ويعتبر أهم خزان مائي في شمال أفريقيا. وينقسم الأطلس المتوسط لجزأين: الجزء الشرقي مرتفع يزيد علوه عن 3000 م وجزء غربي هضبي يتراوح ارتفاعه بين 1000 و2000 م. يعتبر سكانه من الأمازيغ ويعيشون على الرعي باستثناء بعض المناطق التي تعرف نشاطاً فلاحياً عصرياً منذ فترة الاستعمار حيث تنتشر به العديد من ضيع الفواكه خاصة التفاح والإجاص والكرز والمشمش والخوخ. وغطاؤه النباتي يتكون عادة من البلوط الأخضر (السنديان) والعرعار في المناطق المتوسطة الارتفاع والأرز في المناطق المرتفعة حيث توجد به أكبر غابة أرز في العالم ويسمي النوع المتواجد به بـالأرز الأطلسي والذي يعتبر من أجود أنواع الأرز. وقد تعرضت ثرواته الغابوية للاستنزاف خاصة في السنوات الماضية مما يهدد توازنه البيئي حيث يبلغ معدل الإنتاج 250 ألف طن في حين الغابة لا تستطيع توفير سوى 130 ألف طن. أعلى قممه هي قمة جبل بناصر البالغة 3340 م وأهم مدنه هي: اوطاط الحاج، ميدلت، بني ملال، خنيفرة، إفران، أزرو، إيموزار كندر، ألميس مرموشة، كيكو، صفرو، بولمان، ميسور، مريرت.

### الأطلس الكبير
وكان يسمى قديماً بجبل درن أو جبل الحياة، ويقع في وسط المغرب، تمتد هذه السلسلة من المحيط الأطلسي جنوباً وغرباً إلى غاية الحدود الجزائرية المغربية شرقاً، وتعد هذه السلسلة حاجزاً طبيعياً يفصل بين مناخين متضادين وهو المناخ الرطب في الغرب والمناخ الجاف الصحراوي في الشرق، وترتفع قممه بشكل كبير بحيث تبلغ أعلى قممه 4 165 متر وهي قمة توبقال. وتعتبر أكبر قمة جبلية في شمال أفريقيا .
يليه قمة جبل وانوكريم علوه يصل إلى 4 090 متر وتعتبر ثاني أعلى قمة في شمال أفريقيا والوطن العربي. ثم قمة جبل مكون يصل علوها إلى 4 070 متر (13.356 قدم) ثالث أعلى قمة في شمال أفريقيا والوطن العربي. ثم يليهم قمة جبل افلا التي يصل علوها (4043 متر) وتعتبر هي رابع أكبر قمة جبلية في شمال أفريقيا . يليهم قمة جبل اكيود وهو خامس أعلى قمة جبلية في شمال أفريقيا وعلوه 4 011 متر.
أما باقي قمم جبال الأطلس الكبير تتراوح علوها ما بين (3600 متر) إلى (3900 متر).
وكل قممه ثلجية طيلة السنة. وهذا ما جعل المغرب أكبر وجهة للسياحة الرياضية في افريقيا خاصةً رياضة تسلق الجبال ورياضة التزلج فوق الثلوج. أما مساحة هذه السلسلة 50 ألف كلم مربع.

### الأطلس الصغير

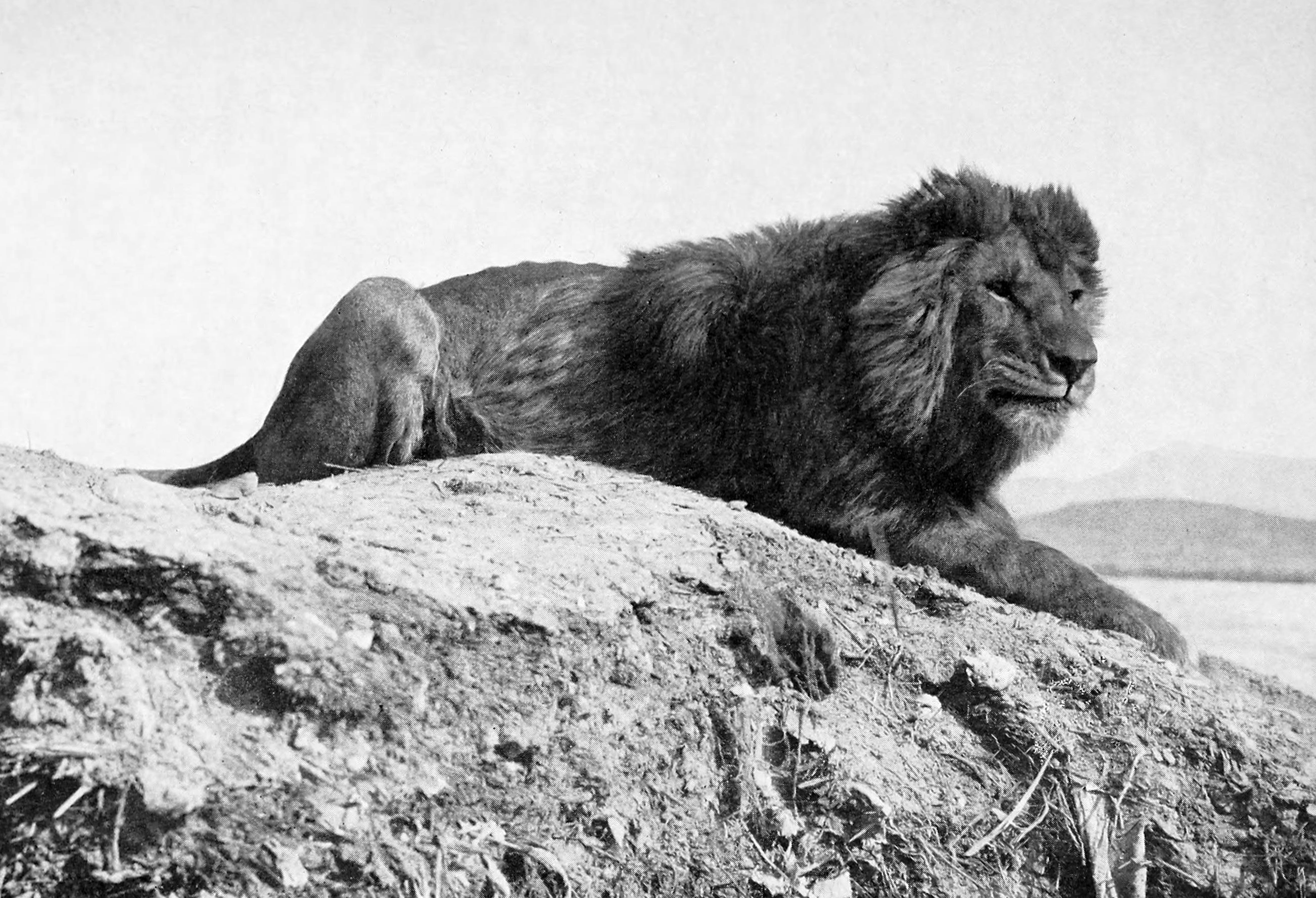
ذكر أسد بربري تم تصويره في الجزائر من قبل ألفريد إدوارد بيس في عام 1893

وهي الكتلة التي تقع في جنوب المغرب، وتمتد على الجنوب الغربي من وادي درعة جنوباً إلى سهل سوس شمالاً ومن الجنوب الشرقي وتنتهي قرب أرفود شمالاً ويفصل سهل سوس بينها وبين الأطلس الكبير في الجنوب الغربي. و مضيق تودغا في الجنوب الشرقي و تتميز هذه السلسلة بمناخ شبه جاف. وقمم ثلجية في فصل الشتاء وتحتوي على نسبة كبيرة من غابات الأركان. ومساحة سلسلة الأطلس الصغير 60 ألف كلم مربع. وأعلى قمة جبل في هذه السلسلة هي قمة جبل سيروا يصل علوها إلى 3 304 م.

### الأطلس الصحراوي
وهو الجزء الشرقي من جبال الأطلس، ويمتد بشكل موازٍ للأطلس التلي، ويُعد أقل ارتفاعًا من الأطلس الكبير، حيث تصل أعلى قممه إلى 2336 مترًا في جبل عيسى. تتميز هذه السلسلة بكونها متناثرة الجبال، ذات حجم صغير وغير مكتظة.

### الأطلس التلي
يمتد هذا الجزء من جبال الأطلس عبر شمال إفريقيا، محاذيًا للبحر الأبيض المتوسط. وتنتشر هذه الجبال على مسافة تُقدَّر بنحو 1300 كيلومتر، تمتد من الغرب إلى الشرق عبر شمال الجزائر وتونس وشمال شرقي المغرب. يتميز هذا الجزء بخصوبة أراضيه، ويجاور جبال الأطلس الصحراوي من الجنوب إلى الغرب. أما أعلى قمة في هذه السلسلة فهي قمة جبل لالة خديجة، التي يصل ارتفاعها إلى 2308 أمتار.

### جبال الأوراس
جبال الأوراس هي سلسلة جبال ذات قمم عالية تقع في شمال شرق الجزائر، وتشمل شمال ولايات باتنة، خنشلة، أم البواقي، وتبسة. تعتبر قمة جبل شيليا أعلى قمة في هذه السلسلة، حيث تقع في الحدود بين ولايتي باتنة وخنشلة (في بلدية إشمول بباتنة وبلديتي بوحمامة ويابوس بخنشلة) بارتفاع يقدر بـ 2328 مترًا. تليها قمة جبل محمل في ثنية العابد بولاية باتنة، التي يبلغ ارتفاعها 2321 مترًا، بالإضافة إلى جبل عالي الناس في جنوب ولاية خنشلة. تُعد جبال الأوراس من بين أكبر سلاسل الجبال في شمال إفريقيا.

### جبال الريف
جبال الريف تقع في شمال المغرب بمحاذاة ساحل البحر الأبيض المتوسط، وتمتد من مدينة طنجة إلى مدينة الناظور. من الناحية الجيولوجية، تُعد جبال الريف جزءًا من المنطقة الجيولوجية لجبل طارق أو بحر البوران، وتمثل امتدادًا لنظام Baetic الذي يشمل جبال جنوب شبه الجزيرة الأيبيرية عبر مضيق جبل طارق. لذا، فإن جبال الريف ليست جزءًا من نظام جبال الأطلس.
تغطي سلسلة جبال الريف مساحة تُقدر بحوالي 25 ألف كيلومتر مربع، وتتراوح قممها بين ارتفاع 2500 متر و3500 متر.

## النباتات والحيوانات
تشمل النباتات في جبال الأطلس الأرز الأطلسي، البلوط الدائم الخضرة والعديد من أشجار البلوط شبه الدائمة الخضرة مثل سنديان كناري.
أما الحيوانات التي تعيش في المنطقة فتشمل المكاك البربري (الذي تم تسميته خطأً بالقرد البربري)، النمر البربري، الأيل البربري، الضأن البربري، غرير العسل، غزال الأطلس، خنزير شمال إفريقيا ، الضبع المخطط، الثعلب الأحمر، أبو منجل الناسك، كاسر الجوز القبائلي، الدنقلة، وأفعى جبال الأطلس.
كانت العديد من الحيوانات تسكن جبال الأطلس في السابق مثل دب الأطلس، الفيل الإفريقي الشمالي، الثور الإفريقي الشمالي، وحيد القرن الببلي والغزال الوحشي الأطلسي، ولكن جميع هذه الأنواع الفرعية انقرضت. أما الأسود البربريّة، فهي اليوم منقرضة في البرية، ولكن يوجد نسلها في الأسر.